# Catenulida
Los catenúlidos (Catenulida) son una clase de platelmintos de vida libre o planarias que habitan en ambientes marinos y de agua dulce. Hay alrededor de 100 especies descritas en todo el mundo, pero la anatomía simple hace que la distinción de especies sea problemática.

## Descripción
La anatomía de las catenulidos es simple y carece de partes duras. La boca está ubicada anteriormente y se conecta a una faringe simple y un intestino simple que forma un saco ciliado. Poseen dos pares de cordones nerviosos y a menudo un estatocisto, así como un solo protonefridio.
Las gónadas están desapareadas. Inusualmente, el gonoporo masculino se abre en la superficie dorsal del animal, por encima de la faringe, mientras que el sistema reproductor femenino carece de los conductos habituales y las estructuras relacionadas que se encuentran en otros platelmintos. El esperma es inmóvil y carece de flagelos o cilios. La reproducción asexual por paratomía es común, y generalmente conduce a una cadena de organismos (zooides), de ahí el nombre, del latín catenula, pequeña cadena.
Los miembros del género simbiótico Paracatenula carecen de un tracto digestivo y, en cambio, albergan simbiontes bacterianos quimioautotróficos intracelulares que se supone que proporcionan su nutrición.

## Ecología
Todos los catenulidos son animales acuáticos bentónicos. La mayoría vive en agua dulce, siendo normalmente muy abundante en ciénagas, charcas, arroyos y hábitats terrestres húmedos. Se sabe que un pequeño número de especies viven en el mar.
La dieta de la mayoría de los catenulidos consiste en pequeños invertebrados y algas que capturan de la columna de agua. Otros, como los del género Paracatenula, utilizan simbiontes bacterianos quimioautótrofos que viven dentro de sus células como fuente de alimento.

## Filogenia
La monofilia de Catenulida está respaldada por todos los análisis moleculares y por al menos 3 sinapomorfias: el protonefridio no apareado, los testículos no apareados y ubicados anterodorsalmente y los espermatozoides no móviles.
Aunque no se conocen sinapomorfias que conecten a Catenulida con otros platelmintos (Rhabditophora), los análisis moleculares indican que son grupos hermanos. Todos los caracteres comunes a ambos clados, como la fertilización interna y el intestino simple con una sola abertura, también se encuentran en otros grupos.